# Нижняя Австрия
Нижняя Австрия (нем. Niederösterreich) — федеральная земля на северо-востоке Австрии. Население 1,546 млн человек (2-е место среди земель; данные 2001 г.). Площадь территории 19 178 км² (1-е место).
Административным центром Нижней Австрии является город Санкт-Пёльтен, население которого составляет 50 тыс. человек. Санкт-Пёльтен находится в 60 км к западу от Вены в районе Мостфиртель. Город расположен на реке Трайзен, между Дунаем и предгорьями Альп. Это один из древнейших городов Австрии, когда-то он даже был столицей страны. С 1986 года — самый молодой административный центр Австрии. Другими крупными городами Нижней Австрии являются города Винер-Нойштадт (39 тыс. человек), Кремс (23,5 тыс. человек) и Вайдхофен-на-Иббсе (11,5 тыс. человек), имеющие особый региональный статус.

## География
Земля Нижняя Австрия находится на северо-востоке страны. По внешним границам Нижняя Австрия соседствует с Чехией и Словакией, по внутренним — с австрийскими федеральными провинциями Верхняя Австрия, Бургенланд, Штирия и столицей Австрии городом Вена, который расположен практически в центре самой Нижней Австрии.
Рельеф местности на территории этих районов существенно отличается друг от друга. Так, территория района Мостфиртель отличается наличием гор с максимальной высотой 2076 м. (Шнееберг), а район Вальдфиртель — это преимущественно равнинная местность, расположенная на гранитном плато.
Нижняя Австрия богата водными путями сообщения — кроме Дуная, обеспечивающего водой подавляющее большинство потребностей Нижней Австрии в воде, важное значение к северу от Дуная имеют реки Камп, Кремс, Кламм, Лайнзитц, Марх и Тайя, причём Лайнзитц (район Вальдфиртель) является важной транспортной артерией, имеющей собственное сообщение с Балтийским морем (через Эльбу). К югу от Дуная расположены такие реки как Эннс, Иббс, Эрлауф, Мельк, Трайзен, Швехат, Фиша и Лайта. Кроме рек, на территории Нижней Австрии расположены 2 крупных озера: Лунцерзее (0,69 км²) и Эрлауфзее (0,56 км²).
Протяжённость Нижней Австрии с севера на юг — 170 км, с запада на восток — 180 км. Площадь Нижней Австрии составляет 1,9 млн га., из которых 42 % (700 тыс. га) приходится на земельные угодья, 40 % (671,1 тыс. га) занимают леса, 11 % (175 тыс. га) — луга, альпийские луга и пастбища — 1,7 % (30 тыс. га), виноградники — 1,9 % (31,5 тыс. га).
Для Нижней Австрии в целом характерен среднеевропейский умеренно-тёплый климат, с характерной средней температурой июля около +19 °C и среднегодовым уровнем осадков 800 мм.

## Административное деление

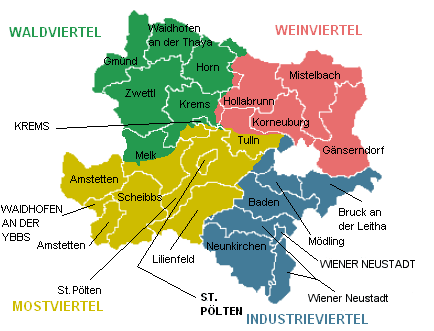
Административная карта Нижней Австрии

Территория земли Нижняя Австрия разделена на 4 крупных района. Это связано с географическим разделением земли с запада на восток рекой Дунай: к северу от Дуная расположены районы Вайнфиртель и Вальдфиртель, а к югу — Мостфиртель и Индустрифиртель.
Нижняя Австрия состоит из 21 округа и четырёх штатутарштадтов (Вайдхофен-ан-дер-Ибс, Винер-Нойштадт, Кремс-ан-дер-Донау, Санкт-Пёльтен):
| Название                     | Автомобильные коды | Площадь, км² | Население, чел. (2013) | Административный центр |
| ---------------------------- | ------------------ | ------------ | ---------------------- | ---------------------- |
| Штатутарштадты               |                    |              |                        |                        |
| Вайдхофен-ан-дер-Ибс (Штадт) | WY                 | 131,52       | 11 425                 | Вайдхофен-ан-дер-Ибс   |
| Винер-Нойштадт (Штадт)       | WN                 | 60,96        | 41 701                 | Винер-Нойштадт         |
| Кремс-ан-дер-Донау (Штадт)   | KS                 | 51,61        | 23 947                 | Кремс-ан-дер-Донау     |
| Санкт-Пёльтен (Штадт)        | P                  | 108,48       | 51 926                 | Санкт-Пёльтен          |
| Административные округа      |                    |              |                        |                        |
| Амштеттен                    | AM                 | 1187,97      | 112 528                | Амштеттен              |
| Баден                        | BN                 | 753,37       | 139 496                | Баден                  |
| Брукк-ан-дер-Лайта           | BL                 | 494,95       | 43 298                 | Брукк-ан-дер-Лайта     |
| Вайдхофен-ан-дер-Тайя        | WT                 | 669,14       | 26 597                 | Вайдхофен-ан-дер-Тайя  |
| Вин-Умгебунг                 | WU, SW             | 484,48       | 115 986                | Клостернойбург         |
| Винер-Нойштадт               | WB                 | 969,72       | 75 129                 | Винер-Нойштадт         |
| Гензерндорф                  | GF                 | 1271,31      | 96 533                 | Гензерндорф            |
| Гмюнд                        | GD                 | 786,24       | 37 564                 | Гмюнд                  |
| Корнойбург                   | KO                 | 626,50       | 75 699                 | Корнойбург             |
| Кремс                        | KR, KG             | 923,95       | 55 973                 | Кремс-ан-дер-Донау     |
| Лилиенфельд                  | LF                 | 931,55       | 26 180                 | Лилиенфельд            |
| Мельк                        | ME                 | 1013,62      | 76 365                 | Мельк                  |
| Мёдлинг                      | MD                 | 277,02       | 114 825                | Мёдлинг                |
| Мистельбах                   | MI                 | 1291,30      | 73 959                 | Мистельбах-ан-дер-Цайя |
| Нойнкирхен                   | NK                 | 1146,35      | 85 344                 | Нойнкирхен             |
| Санкт-Пёльтен                | PL                 | 1121,61      | 96 935                 | Санкт-Пёльтен          |
| Тульн                        | TU                 | 658,03       | 71 425                 | Тульн-ан-дер-Донау     |
| Холлабрунн                   | HL                 | 1010,72      | 50 174                 | Холлабрунн             |
| Хорн                         | HO                 | 783,99       | 31 334                 | Хорн                   |
| Цветль                       | ZT                 | 1399,76      | 43 261                 | Цветль-Нидерэстеррайх  |
| Шайбс                        | SB                 | 1023,49      | 40 928                 | Шайбс                  |

## Население
Численность населения Нижней Австрии постоянно возрастает в её центральной части в окружностях Вены, в регионах Вальдфиртель и окраинах Вайнфиртель. С того времени как Санкт-Пёльтен является столицей этой федеральной земли, прирост населения особо хорошо наблюдаем именно в этом городе. Для контроля увеличения населения созданы специальные программы.
Доля иностранцев составляет 6,3 %, что является ниже среднего по Австрии в целом.
Население земли Нижняя Австрия составляет чуть более 1,5 млн человек, что составляет свыше 18 % населения всей страны (всего в Австрии проживает 8,2 млн человек). Плотность населения Нижней Австрии составляет 81 чел./км². По численности населения Нижняя Австрия занимает второе место после Вены (население — 1,6 млн человек) среди федеральных субъектов Австрии. Трудоспособное население Нижней Австрии составляет около 750 тыс. человек, количество безработных составляет 40 тыс. человек.

## Общая карта
Легенда карты:
|  | Более 50 000 чел.        |
|  | от 20 000 до 50 000 чел. |
|  | от 15 000 до 20 000 чел. |
|  | от 10 000 до 15 000 чел. |
|  | от 5 000 до 10 000 чел.  |

## Политика

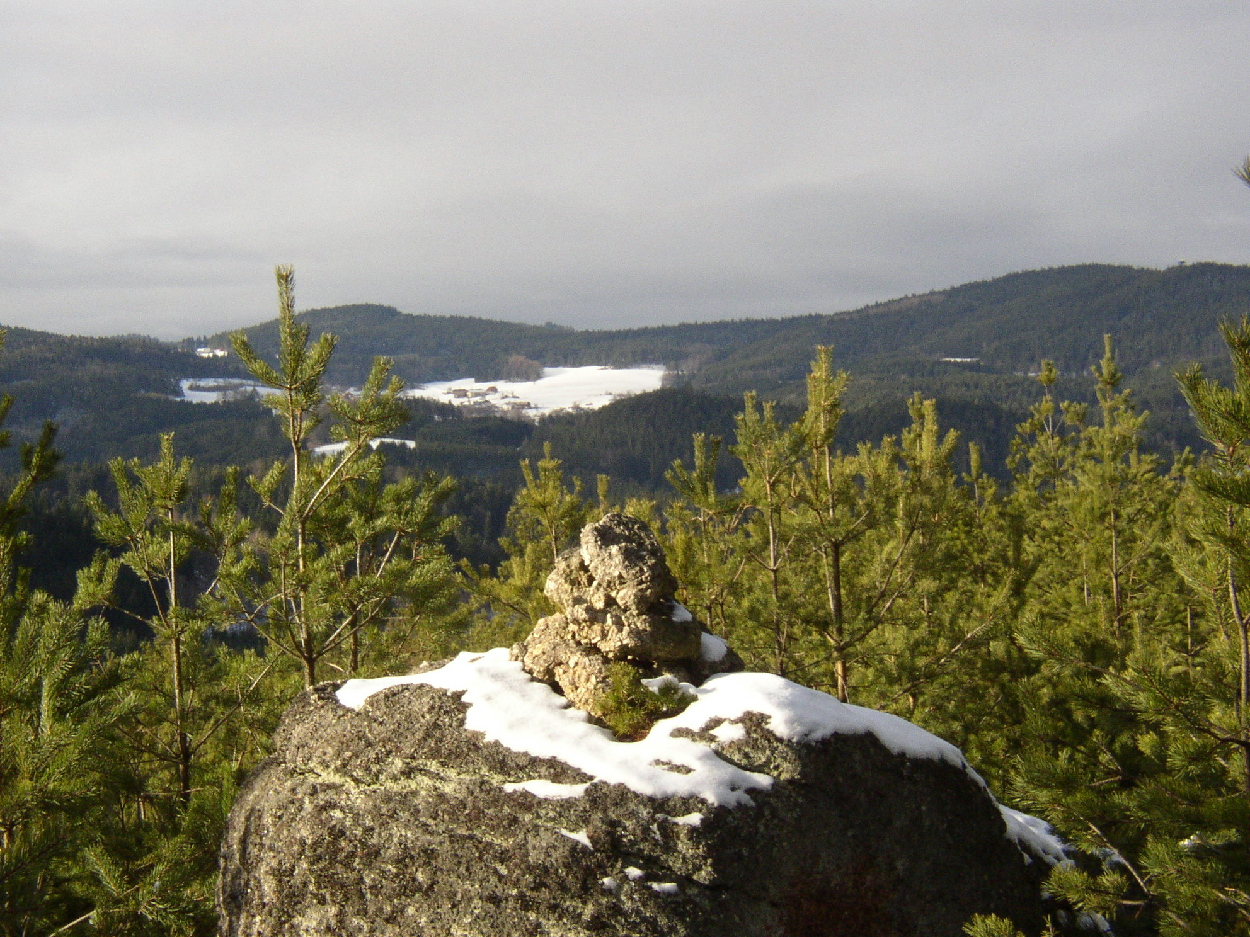
Лес в горах Нижней Австрии

Политический ландшафт Нижней Австрии после 1945 года представлен в основном Народной партией (ÖVP), в некоторых случаях с абсолютным большинством голосов в управляющих органах. Представители именно народной партии все это время являются главами земли. На сегодня это Эрвин Прёлль. Вторая по силе партия — социал-демократы (SPÖ).
Суммарная доля остальных политических партий Австрии (таких как коммунистическая и партия христианских общин) в правительственных структурах Нижней Австрии является незначительной и составляет менее 1 %.